# 大倉喜七郎
大倉 喜七郎（おおくら きしちろう、1882年〈明治15年〉6月16日 - 1963年〈昭和38年〉2月2日）は、大倉財閥2代目総帥。男爵。東京（赤坂区葵町、現東京都港区虎ノ門）生まれ。長唄の名を聴松。
父は大倉財閥創始者の大倉喜八郎。異母弟の大倉雄二（1919年〈大正8年〉 -1991年〈平成3年〉）は父喜八郎・兄喜七郎の回想・評伝を3冊執筆している。

## 来歴
父喜八郎の事業を引き継いで財閥の発展につとめ、戦後の公職追放、財閥解体などの難局に直面しながらも、特にホテルオークラ、川奈ホテル、赤倉観光ホテルをはじめとする、日本のホテル業に大きな足跡を残した。
気さくで気前がよく、派手好みなハイカラ男爵だったため、周囲からは「バロン・オークラ」と呼ばれて親しまれていた。

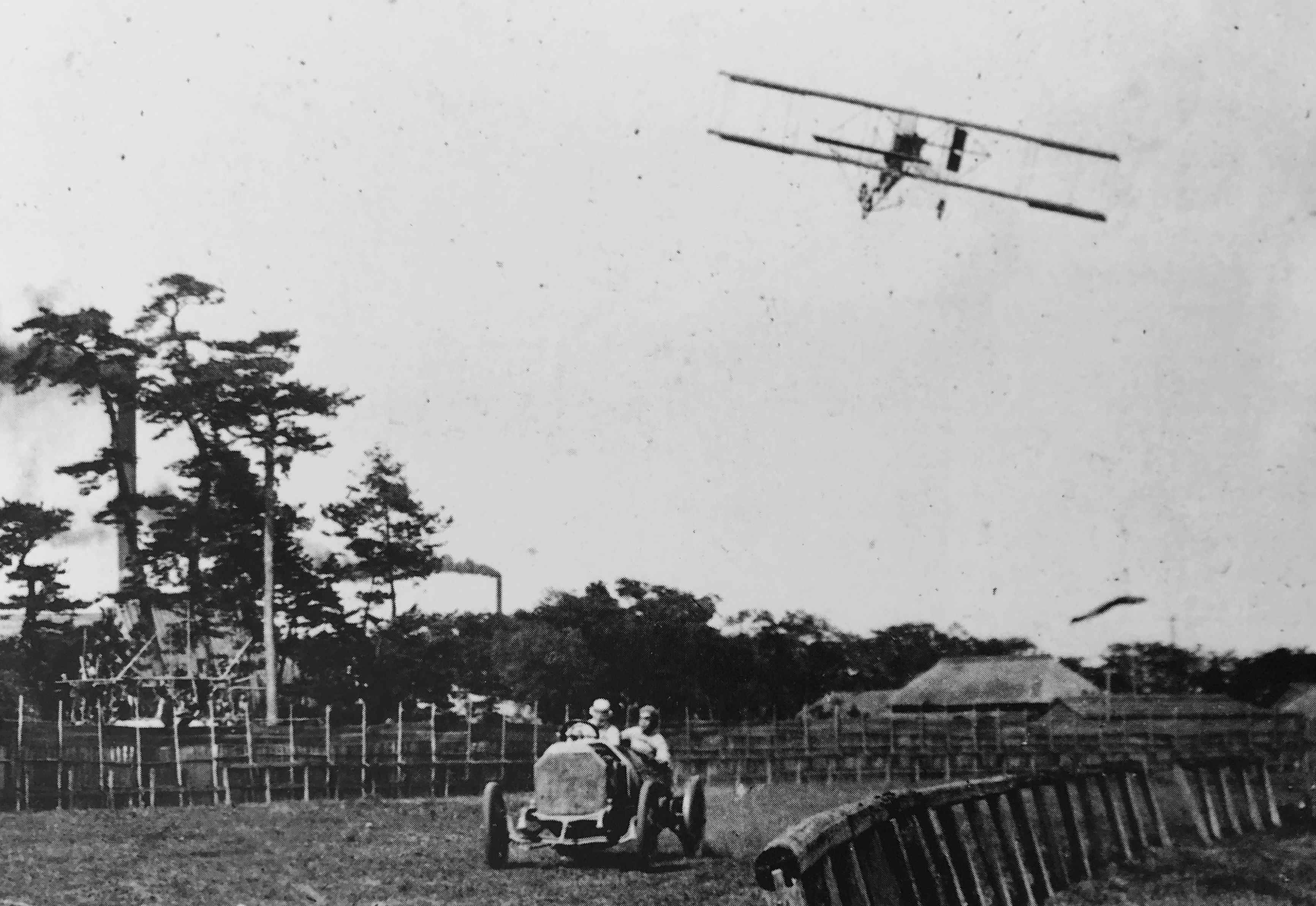
1910年12月、日本人による日本国内での飛行機の初飛行が成功。翌1911年5月、米国人のJ.C.マースが乗る飛行機と、大倉のフィアット（100馬力）のスピード・レースが川崎競馬場で早くも開かれ、大倉はマースの飛行機に勝った。

大倉集古館の理事長職を長年つとめるなど文化事業にも功績があり、日本屈指の趣味人として囲碁、音楽、舞踊、ゴルフ、カーレースと多彩な才芸を発揮した。
慶應義塾幼稚舎、普通部を経て大学部を卒業。その後1900年、イギリス・ケンブリッジ大学トリニティ・カレッジに留学。間もなく自動車の操縦はもとより修理技術まで習得、サリーのブルックランズ・サーキットで最初に開催されたカーレースにおいて、イタリア製フィアット120馬力レーシングカーを操縦して30マイルを争う「モンターギュ・カップ・レース」に平均時速80マイル以上を出して2位入賞（1907年7月6日）。同年、お土産の自動車5台とともに帰国、日本初の自動車専門の輸入会社・日本自動車を設立した。その後も自動車通として知られ、オーナードライバー団体「日本自動車倶楽部」を設立、当局による自動車関連制度の策定にも協力、皇室御料車の選定や買い付けを任されたこともある。

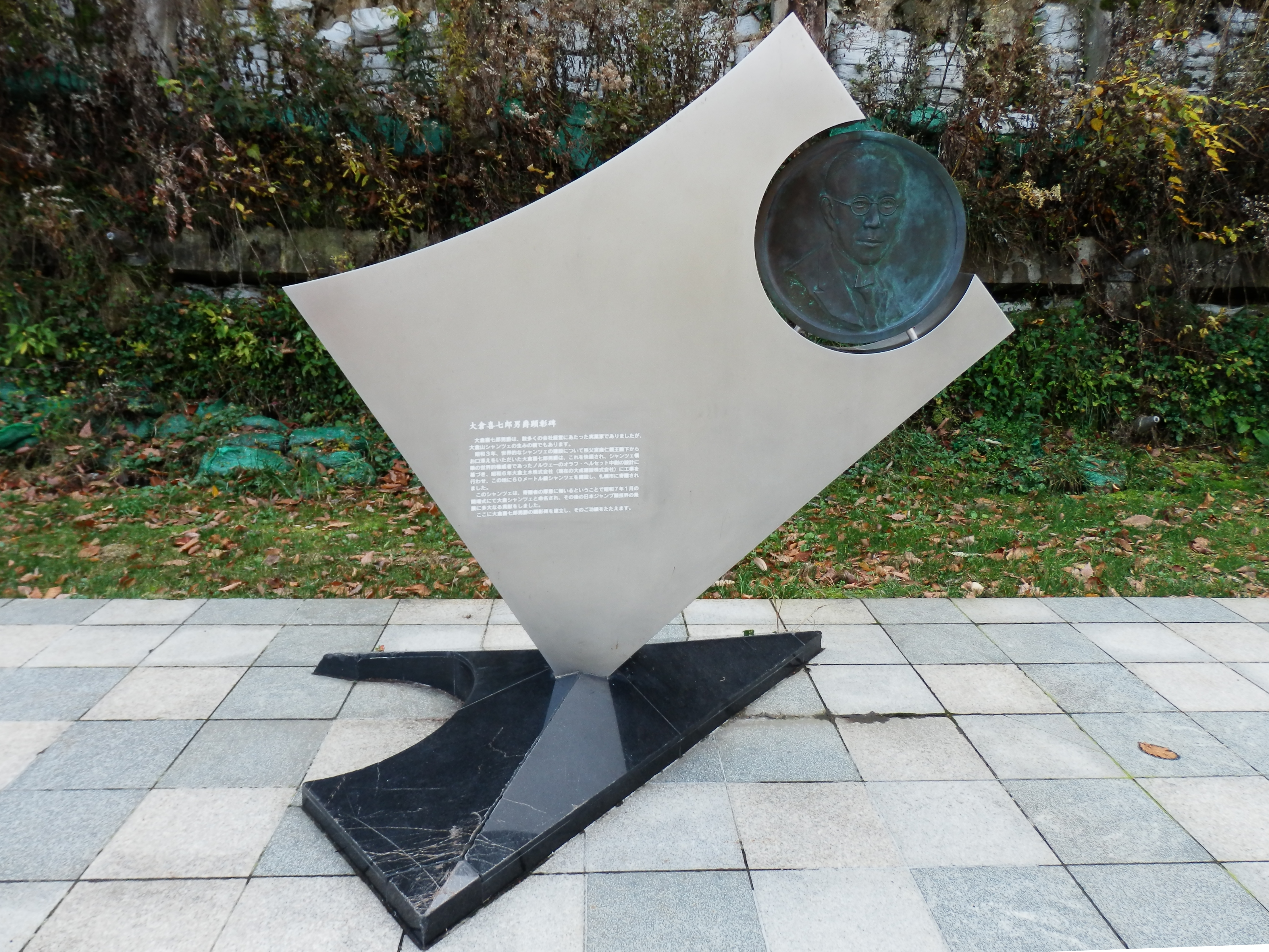
大倉山ジャンプ競技場に建立された「大倉喜七郎男爵顕彰碑」

1922年、父親に代わり帝国ホテル会長に就任。また1927年、父大倉喜八郎が1900年設立した大倉高等商業学校（現・東京経済大学）協議員に父死去による後継として就任。以後、終戦の翌々年である1947年まで20年間協議員を務める。1931年、私財を投じて大倉山ジャンプ競技場を建設。1972年札幌オリンピック90m級ジャンプの会場として使用された。
1930年2月、横山大観を始めとする日本画家たちを全面支援してイタリア・ローマで「日本美術展覧会」を開催、近代日本絵画のパトロンとして同時代の日本画を海外に紹介した。この時の出品作品はすべて喜七郎により買い上げられ、大戦後手元に残されていた主な作品は大倉集古館に寄贈されている。
1933年、北アルプスへの登山をきっかけに長野県上高地に上高地帝国ホテルを開業。日本の山岳リゾート地の先駆けとなった。また、燕岳への登山をきっかけに標高約2,700mの場所に山小屋（現在の燕山荘）建設を支援。戦争直後まで帝国ホテルの傘下に収めた。
1937年に創立された日伊学会では会長を務めた。役員には他、副会長姉崎正治、和田英作、原忠道、田中耕太郎、団伊能、矢代幸雄などが就任し、イタリア学士院副院長のカルロ・フォルミキ教授（Carlo_Formichi）を交換教授として招聘したり「ファシストイタリア」と題する展覧会開催などの活動をした。また、こうした縁から長年に亘り日伊協会の会長も務めた。
1922年、帝国ホテルを本拠とするオーケストラ「東京シンフォニー管弦楽団」を結成、ほかに邦人作曲家による作曲オーディションへの出資やオペラ歌手・藤原義江の支援、バレエ団「川奈楽劇団」の結成など、日本における西洋音楽や舞踊の普及活動に尽力した。
1933年、伝統的な三味線音楽に西洋音楽の歌唱法などを取り入れた新邦楽大和楽（やまとがく）を創設、1935年に尺八にフルートのキーシステムを取り入れた新楽器オークラウロを考案・制作するなど邦楽界にも足跡を残した。
1924年の日本棋院設立時には経済面で多大な援助を行い、1946年まで日本棋院副総裁を務めて名誉総裁となる。日本棋院ではその功績をたたえ、囲碁の普及、発展の功労者に贈る大倉喜七郎賞を1964年に創設。2006年には日本棋院囲碁殿堂入りした。
1941年日本ホテル協会会長就任。1945年10月27日に貴族院男爵議員補欠選挙で当選し、公正会に所属し1946年6月12日まで在任した。同年、公職追放。1951年、追放解除。
1963年2月2日、死去。享年80歳。

## 栄典
- 1928年（昭和3年）11月10日 - 勲三等瑞宝章[19]

外国勲章佩用允許
- 1944年（昭和19年）6月23日 - 満州国：勲二位景雲章[20]

## 家族
- 父・大倉喜八郎
- 母・トク（徳子） ‐ 元芸者。喜八郎の4人目の妻。喜八郎とともに欧米を漫遊し、篤志家としても知られた。[21]
- 妻・久美子 ‐ 伯爵溝口直正の娘。異母兄に溝口直亮、大倉直介。[22]
- 長女・目賀田正子（1912-） ‐ 目賀田重芳（目賀田種太郎二男）の妻。女子学習院出身で、同級生の鳥尾鶴代、鍋島京子（鍋島直庸の娘）とともに「学習院の三羽烏」と呼ばれ、彼女らとともに戦後の占領軍将校らの接待要員としてパーティを渡り歩いたことでも知られる[23]。
- 義兄・高島小金治 ‐ 姉ツルの夫
- 義兄・大倉粂馬 ‐ 姉トキの入婿。